# Love Is All You Need
Love Is All You Need (Originaltitel: Den skaldede frisør, dänisch Die kahle Frisörin) ist eine romantische Filmkomödie der Regisseurin Susanne Bier aus dem Jahr 2012.

## Handlung
Die dänische Frisörin Ida erfährt bei einer Nachuntersuchung in einem Krankenhaus in Kopenhagen, dass ihre Brustkrebserkrankung nach einer Operation und anschließenden Chemotherapie wahrscheinlich zum Stillstand gekommen ist. Das Angebot einer Brustrekonstruktion lehnt Ida ab.
Sie fährt nach Hause und ertappt dort ihren Mann Leif in flagranti mit dessen junger Kollegin Thilde auf dem heimischen Sofa.
Frustriert beschließt Ida daraufhin, alleine nach Italien zur Hochzeit ihrer Tochter Astrid zu reisen. Im Parkhaus des Flughafens beschädigt sie beim Zurücksetzen ein vorbeifahrendes Auto und lernt auf diese Weise Philip, den Vater ihres zukünftigen Schwiegersohnes Patrick, kennen. Philip, ein verwitweter, als Obst- und Gemüsegroßhändler in Dänemark tätiger Brite, ist ebenfalls auf dem Weg nach Italien. Anfänglich wenig begeistert voneinander, arrangieren sie sich wegen der bevorstehenden Hochzeit und nähern sich langsam an.
Astrid und Patrick bereiten unterdessen in Italien alles für die Trauung vor, die in Philips idyllisch gelegenem Landhaus auf der Halbinsel Sorrent an der Amalfiküste stattfinden soll. Alessandro, ein ortsansässiger Italiener, hilft ihnen dabei.
Die Gäste der Hochzeitsgesellschaft treffen nach und nach ein und die zuerst unbeschwerte Stimmung wird zunehmend spannungsgeladen – Leif bringt zur Familienfeier Thilde mit, Philip wird von seiner Schwägerin Benedikte emotional bedrängt, Ida ringt mit ihrer Krebserkrankung, Philip und Ida verlieben sich.
Je näher der Eheschließungstermin rückt, desto nervöser wird auch das Brautpaar. Patrick ist sich nach einem Kuss von Alessandro seiner sexuellen Orientierung nicht mehr sicher, Astrid kommen unabhängig davon ebenfalls Zweifel. Im letzten Augenblick sagen sie die Trauung vor den bereits versammelten Hochzeitsgästen ab.
Ida reist zurück nach Kopenhagen und wird dort von Leif, der inzwischen seine Affäre mit Thilde beendet hat, um Vergebung gebeten. Ida ist sich aber nicht sicher, ob sie es noch einmal mit Leif versuchen soll.
Ein paar Tage später erhält Ida eine Einladung von Philip, ihn in seinem Haus in Italien zu besuchen. Ida verlässt Leif und fliegt zu Philip nach Italien. In seinem Beisein öffnet sie einen Brief des Krankenhauses, Philip lächelt.

## Kritik
„Romantische Komödie mit pittoreskem Schauplatz und einer überzeugenden Hauptdarstellerin, die zugunsten recht holzschnittartiger, bis zur Karikatur verzerrter Ensemble-Charaktere allerdings öfter aus dem Fokus gerät.“

„[…] und binnen Kurzem kollidiert das Rosamunde-Pilcher-Ambiente mit dem aus Dogma-Filmen bekannten gnadenlosen Ausleuchten zwischenmenschlicher Verwerfungen.“

„Im Grunde ist hier alles abgewandelt, was dem durchschnittlichen Europäer an durchschnittlichen Romantic Comedies ohnehin auf die Nerven geht – da müssen immer alle doch noch die Kurve kriegen.
Hier dagegen sind nicht alle Beziehungen für die Ewigkeit gemacht, und manche Gags wären in Hollywood verboten – viel zu gewagt.“

„Die bittersüße Romanze 'Love Is All You Need' ist sicher nicht Biers Meisterwerk, aber dafür darf sich der Zuschauer hier fühlen wie ein gern gesehener Gast im Haus eines guten Freundes.“

## Musik
Im Film werden mehrere Melodien und Variationen des Songs That’s Amore von Harry Warren als Soundtrack verwendet.

## Auszeichnungen (Auswahl)
- Love Is All You Need wurde 2013 in Berlin mit dem Europäischen Filmpreis in der Kategorie Beste Komödie (European Comedy) ausgezeichnet.[7]

## Veröffentlichung
In Dänemark war der Kinostart des Films am 5. September 2012, in Deutschland am 22. November 2012. Die DVD wurde am 10. September 2013 veröffentlicht.